# Valenciennea persica
Valenciennea persica är en fiskart som beskrevs av Douglass Fielding Hoese och Larson, 1994. Valenciennea persica ingår i släktet Valenciennea och familjen smörbultsfiskar. Inga underarter finns listade i Catalogue of Life.